# Etanolamină
Etanolamina, cunoscută și sub denumirile de 2-aminoetanol sau monoetanolamină, este un compus organic din clasa aminoalcoolilor, cu formula HO-CH2-CH2-NH2. Din punct de vedere chimic, este atât un alcool primar, cât și o amină primară, datorită grupărilor hidroxil și amino. Este un compus incolor, lichid și vâscos, cu un miros asemănător amoniacului. Derivații săi sunt larg răspândiți în natură, cum este de exemplu cazul lipidelor.

## Obținere
La nivel industrial, monoetanolamina este obținută în urma reacției dintre oxidul de etilenă și amoniac în soluție apoasă. În urma reacției se obțin și produși secundari, anume dietanolamina și trietanolamina.

## Biosinteză
În organism, etanolamina este biosintetizată în urma procesului de decarboxilare a serinei:
{\displaystyle {\ce {HOCH2CH(CO2H)NH2 -> HOCH2CH2NH2 + CO2}}}

## Utilizări
Etanolamina este utilizată pentru a obține etilendiamină, în urma reacției cu amoniacul: